# Dargoleza (przystanek kolejowy)
Dargoleza – nieistniejący przystanek osobowy w Dargolezie, w województwie pomorskim, w Polsce.